# Винну (волость)
Ви́нну (ест. Võnnu vald) — волость в Естонії, одиниця самоврядування в повіті Тартумаа з 16 травня 1991 по 24 жовтня 2017 року.

## Географічні дані
Площа волості — 232,6 км2, чисельність населення на 1 січня 2017 року становила 1153 особи.

## Населені пункти
Адміністративний центр — селище Винну (Võnnu alevik).
На території волості також розташовувалися 12 сіл (küla):
Агунапалу (Ahunapalu), Аґалі (Agali), Гаммасте (Hammaste), Імсте (Imste), Іссаку (Issaku), Канну (Kannu), Кинну (Kõnnu), Куріста (Kurista), Лійспиллу (Liispõllu), Ляеністе (Lääniste), Рооксе (Rookse), Терікесте (Terikeste).

## Історія
16 травня 1991 року Виннуська сільська рада перетворена у волость зі статусом самоврядування.
22 вересня та 27 жовтня 2016 року на підставі Закону про організацію роботи місцевих самоврядувань, Закону про адміністративний поділ території Естонії та Закону про сприяння об'єднанню одиниць місцевого самоврядування рада волості Винну ухвалила рішення про проведення переговорів з волосними радами Гааслава та Мякса з метою створення нової адміністративної одиниці шляхом об'єднання їх територій. 22 грудня волосні ради Гааслава, Мякса та Винну підписали Договір про об'єднання. Постановою № 8 від 12 січня 2017 року Уряд Естонії затвердив утворення нової адміністративної одиниці шляхом злиття самоврядувань Гааслава, Мякса та Винну, визначивши назву нового муніципалітету як волость Кастре. Зміни в адміністративно-територіальному устрої, відповідно до постанови, мали набрати чинності з дня оголошення результатів виборів до волосної ради нового самоврядування.
17 травня 2017 року Уряд Естонії прийняв постанову № 84 про передачу територій сіл Рика та Ярвселья, що належали волості Меексі, до складу волості Винну. Згідно з постановою територіальні зміни набули чинності 24 жовтня 2017 року.
15 жовтня 2017 року в Естонії відбулися вибори в органи місцевої влади. 24 жовтня 2017 року, після оголошення результатів виборів, офіційно утворено сільське самоврядування Кастре, а волость Винну вилучена з «Переліку адміністративних одиниць на території Естонії».

## Муніципалітети-побратими
- Кюуярві, Фінляндія (1990)[7]